# ترافيك (أغنية)
ترافيك (بالإنجليزية: Traffic)‏ هي أغنية فردية ظهرت كجزء من ألبوم Just Be وParade of the Athletes لـدي جي الهولندي تييستو. يحتوي المقطع على عينات من أغنية شون ديسون " Psykofuk" ، لاقت الأغنية نجاحا كبيرا في حفلات تييستو.